# Марк Гейтлі
Марк Гейтлі (англ. Mark Hateley, нар. 7 листопада 1961, Волласі) — англійський футболіст, нападник, а також футбольний тренер.

## Клубна кар'єра
Народився 7 листопада 1961 року в місті Волласі. Вихованець футбольної школи клубу «Ковентрі Сіті». Дорослу футбольну кар'єру розпочав 1978 року в основній команді того ж клубу, в якій провів п'ять сезонів, взявши участь у 113 матчах чемпіонату.
Згодом з 1983 по 1990 рік грав у складі команд клубів «Портсмут», «Мілан» та «Монако». У складі останньої команди виборов титул чемпіона Франції.
Своєю грою за «Монако» привернув увагу представників тренерського штабу клубу «Рейнджерс», до складу якого приєднався 1990 року. Відіграв за команду з Глазго наступні п'ять сезонів своєї ігрової кар'єри. Більшість часу, проведеного у складі «Рейнджерс», був основним гравцем атакувальної ланки команди. У складі «Рейнджерс» був одним з головних бомбардирів команди, маючи середню результативність на рівні 0,52 голу за гру першості. За цей час додав до переліку своїх трофеїв п'ять титулів чемпіона Шотландії.
Протягом 1995—1998 років захищав кольори клубів «Квінс Парк Рейнджерс», «Лідс Юнайтед», «Рейнджерс» та «Галл Сіті».
Завершив професійну ігрову кар'єру в шотландському «Росс Каунті», за команду якого провів дві гри у 1999 році.

## Виступи за збірні
Протягом 1981—1984 років залучався до складу молодіжної збірної Англії. На молодіжному рівні зіграв у 10 офіційних матчах, забив 8 голів.
1984 року дебютував в офіційних матчах у складі національної збірної Англії. Протягом кар'єри у національній команді, яка тривала 9 років, провів у формі головної команди країни 32 матчі, забивши 9 голів.
У складі збірної був учасником чемпіонату світу 1986 року у Мексиці, чемпіонату Європи 1988 року у ФРН.

## Кар'єра тренера
Розпочав тренерську кар'єру 1997 року, очоливши тренерський штаб клубу «Галл Сіті» як граючий тренер. Досвід тренерської роботи обмежився цим клубом.

## Титули і досягнення
- Чемпіон Франції (1):

«Монако»: 1987–88
- Чемпіон Шотландії (5):

«Рейнджерс»: 1990–91, 1991–92, 1992–93, 1993–94, 1994–95, 1996–97
- Володар Кубка шотландської ліги (3):

«Рейнджерс»: 1990–91, 1992–93, 1993–94
- Володар Кубка Шотландії (2):

«Рейнджерс»: 1991–92, 1992–93
- Чемпіон Європи серед молодіжних команд (2):
- Чемпіон Європи (U-18): 1980

Англія (U-21): 1982, 1984